# T790M
T790M, aussi connu comme Thr790Met, est une mutation du facteur de croissance épidermique (EGFR). La mutation substitue une thréonine (T) avec une méthionine (M) à la position 790 de l'exon 20, affectant la poche de liaison à l'ATP du domaine EGFR kinase. La thréonine est un petit acide aminé polaire; la méthionine est un acide aminé non polaire plus grand.

## Clinique
La surexpression du récepteur du facteur de croissance épidermique (EGF) est observée dans diverses tumeurs malignes, y compris le cancer du poumon. 25 % des cancers du poumon non à petites cellules (NSCLC) (10 % à 60 % selon l'origine ethnique et les caractéristiques cliniques) sont induits par des mutations spécifiques de la tyrosine kinase du récepteur du facteur de croissance épidermique (EGFR), conduisant à une dépendance de la tumeur à la signalisation par cette voie. La présence de ces mutations sensibilise les tumeurs au traitement par les inhibiteurs de l'EGFR-tyrosine kinase (ITK). La voie de l'EGF est donc une cible appropriée pour la thérapie du cancer, et plusieurs agents bloquant cette voie ont été développés.
Cependant, la plupart des patients traités avec un EGFR-TKI de première génération développent une résistance au traitement et dans environ 60 % des cas, ceci est provoqué par une mutation de résistance du gène EGFR, la mutation de résistance T790M.
La modification de la thréonine par de la méthionine, dans le codon 790 de la mutation du EGF (T790M) crée la mutation de résistance acquise la plus fréquente, et elle est présente dans environ 50 % des cas de résistance aux EGFR-TKI.
Cette mutation dans le domaine de liaison de l'ATP de l'EGFR kinase de domaine implique la substitution d'un petit résidu polaire de thréonine par un grand résidu non polaire de méthionine, T790M,.
En novembre 2015, la FDA américaine a accordé l'approbation accélérée à l'osimertinib (Tagrisso) pour le traitement des patients lorsque le cancer a la mutation spécifique T790M dans le gène codant le facteur de croissance épidermique récepteur du cancer bronchique non à petites cellules, tel que cette mutation ait été détectée lors d'un test approuvé par la FDA, et que le patient ait cessé de répondre aux autres inhibiteurs de l'EGF de type EGFR TKI (l'inhibiteur de tyrosine kinase (TKI) est un médicament qui inhibe les tyrosine kinases),.